# Secbutonitazeno
El secbutonitazeno es un derivado del benzimidazol que se ha comercializado como droga de diseño. Se presume que tiene efectos opioides similares a los de compuestos relacionados, aunque su farmacología aún no se ha estudiado.